# Edmund Szewczak
Edmund Szewczak (ur. 29 października 1911 w Bądkowie w gminie Łopacin, zm. 28 października 1973 w Mławie) – polski ksiądz katolicki.

## Życiorys
Urodził się w rodzinie rolniczej, był synem Józefa i Feliksy z Wesołowskich. Ukończył gimnazjum humanistyczne w Ciechanowie (1930) i niebawem rozpoczął studia w Seminarium Duchownym w Płocku; po dwóch latach skierowany został na dalszą naukę do Rzymu. Święcenia kapłańskie przyjął 6 czerwca 1936 w bazylice św. Jana na Lateranie w Rzymie z rąk kardynała Marchetti-Selvaggiani. Studiował na Papieskim Uniwersytecie Gregorianum w Rzymie oraz w Watykańskiej Szkole Archiwistyki i Bibliotekarstwa. PO powrocie do kraju był wikariuszem w parafiach Płoniawy i Pomiechowo. Pełnił funkcję kapelana wojskowego. 
Po zakończeniu działań wojennych pracował jako administrator w parafiach Ciachcin i Trzepowo, prefekt Gimnazjum Kupiectwa i Szkoły Ogrodniczej w Płocku, wicerektor w Wyższym Seminarium Duchownym w Płocku (1945–1957), profesor Niższego i Wyższego Seminarium Duchownego (wykładał historię), proboszcz w parafiach Bodzanów (1960–66), Przasnysz (1966-69) i Mława. Brał udział w pracach kilku komisji diecezjalnych, był m.in. sędzią prosynodalnym i obrońcą węzła małżeńskiego. W 1956 został nominowany przez biskupa Tadeusza Pawła Zakrzewskiego na honorowego kanonika kapituły bazyliki katedralnej w Płocku. 
Jako proboszcz i dziekan w Przasnyszu przeprowadził remont kościoła parafialnego, przygotował kaplicę na uroczystości jubileuszowe 400-lecia śmierci św. Stanisława Kostki, pracował przy tworzeniu nowej parafii w Rostkowie. Zmarł po krótkiej chorobie jako proboszcz i dziekan mławski. Pochowany w Mławie. 
Ogłosił kilka artykułów na łamach "Miesięcznika Pasterskiego Płockiego". Współpracował także z Polskim Słownikiem Biograficznym, w którym ukazały się dwa życiorysy opracowane przez Szewczaka – ks. Leona Gościckiego (tom VIII, 1959-1960) i ks. Eugeniusza Gruberskiego (tom IX, 1960-1961). 